# Бригады Имама Али
Батальоны Имама Али (араб. كتائب الإمام علي‎) — иракское шиитское ополчение, сформированное в июне 2014 года в качестве вооружённого крыла Харакат аль-Ирак аль-Исламия (Движение исламского Ирака). Целью организации является борьба с террористами «Исламского государства». Является частью организации шиитского ополчения Сил народной мобилизации.
В конце 2014 года один из командиров группы, Абу Азраил, приобрел широкую известность в западных СМИ после появления фотографий, где он вооружён топорами, мечами и пулемётами.